# Rainbow/PUSH
Rainbow/PUSH és una organització sense ànim de lucre creada de la fusió de dues organitzacions sense ànim de lucre fundades per Jesse Jackson — Operation PUSH (en anglès: People United to Save Humanity, en català: Persones Unides per a Salvar la Humanitat) i la National Rainbow Coalition. L'organització es dedica a la justícia social, els drets civils i l'activisme polític.
El desembre de 1971, Jackson dimití d'Operation Breadbasket després d'un enfrontament amb el reverend Ralph Abernathy i fundà Operation PUSH. Jackson fundà la National Rainbow Coalition el 1984, que es fusionà amb PUSH el 1996. L'organització conjunta té la seu nacional al South Side de Chicago i té branques a Washington DC, Nova York, Los Angeles, Detroit, Houston, Atlanta, Silicon Valley, Nova Orleans i Boston.